# 嘉義眉眼蝶
嘉義眉眼蝶（學名：Mycalesis kagina），又名罕眉眼蝶、嘉義小蛇目蝶、散芳眉眼蝶、圓翅眉眼蝶、大眉眼蝶。

## 描述
本種為中型眼蝶，雌雄外型相近，僅略有差異。體背暗褐，腹面淡褐至乳黃色。頭部、觸角、口器與下唇鬚皆為褐色，觸角腹面具乳黃色紋。前足被毛，雄蝶跗節退化為刺狀，雌蝶則正常分節。胸部背面深褐，腹面較淡，腹部同樣呈褐與乳黃色。
前翅長28-31 mm，外型近直角三角形，後翅扇形，外緣略波狀。翅背面底色暗褐，前翅M1與CuA1室各具眼紋，後者較大；後翅CuA1室明顯具眼紋，其他室常有眼紋。翅腹面色較淡，具中央黃白色線紋，外緣亦有淺色線條。眼紋數量與排列同背面，後翅外側呈弧狀排列，CuA1室最大。
雄蝶具性標：後翅背面近基部有銀灰斑與乳黃色毛叢，前翅腹面近基部有銀色斑，中央乳黃色。雌蝶無性標。緣毛為白褐相間。

## 分佈
臺灣特有種，分布於南臺灣之低至中海拔地區。

## 棲地
棲息於常綠闊葉林，一年多代。成蝶活動於陰暗環境，飛行緩慢；幼蟲主要取食薑科植物如山柰、川上氏月桃及穗花山奈，冬季以休眠幼蟲潛伏落葉堆中越冬。